# Кодинск
Ко́динск — город (с 1989) в России, административный центр Кежемского района Красноярского края и одноимённого городского поселения.
 Население — 13 324 чел. (2021).

## География
Расположен в 11 км к югу от Богучанской ГЭС, стоящей на реке Ангаре, напротив впадения в неё Коды, в 735 км северо-восточнее Красноярска. Со всех сторон окружён тайгой. В 1,5—2 км к востоку и югу от границ города во́ды Богучанского водохранилища заполняют поймы рек Артельный и Проспихина, образуя заливы; восточные окраины Кодинска находятся в 8 км от затопленной поймы Ангары. Город соединён грунтовой региональной автодорогой 04К-006 с селом Богучаны (148 км к западу), продолжением реконструируемой автодороги 04К-020 Канск — Богучаны. В юго-восточном направлении от Кодинска отходит старая, местами полуразрушенная, бетонная автодорога к автотрассе Братск — Усть-Илимск, протяжённостью 250 км.
Город приравнен к районам Крайнего Севера.

## История
Решением Исполкома Красноярского краевого Совета народных депутатов от 28 мая 1978 деревня Кодинская Заимка Кежемского района отнесена к категории рабочих посёлков с присвоением ему наименования — Кодинский.

## Население
| 1979    | 1989    | 1992    | 1996    | 1998    | 2000    | 2001    | 2002    |
| ------- | ------- | ------- | ------- | ------- | ------- | ------- | ------- |
| 3596    | ↗14 050 | ↗15 400 | ↘15 000 | ↘14 800 | ↘14 600 | →14 600 | ↗14 746 |
| 2003    | 2005    | 2006    | 2007    | 2008    | 2009    | 2010    | 2011    |
| ↘14 700 | ↗15 100 | →15 100 | ↘15 000 | →15 000 | ↘14 867 | ↘14 830 | ↘14 800 |
| 2012    | 2013    | 2014    | 2015    | 2016    | 2017    | 2018    | 2019    |
| ↗15 651 | ↗15 876 | ↗16 039 | ↗16 075 | ↗16 227 | ↗16 312 | ↘16 116 | ↘15 911 |
| 2020    | 2021    |         |         |         |         |         |         |
| ↘15 653 | ↘13 324 |         |         |         |         |         |         |

На 1 января 2025 года по численности населения город находился на 838-м месте из 1124 городов Российской Федерации.

## Образование

### Дошкольные образовательные учреждения
- Детский сад «Аленький цветочек»[19]
- Детский сад «Солнышко»[20]
- Детский сад «Сказка»[21]
- Детский сад «Сибирячок»[22]
- Детский сад «Берёзка»[23]

### Школы
- Кодинская средняя школа № 2[24]
- Кодинская средняя школа № 3[25]
- Кодинская средняя школа № 4[26]
- Детская музыкальная школа[27]
- Детско-юношеская спортивная школа[28]
- Спортивная школа по биатлону Кежемского района[29]
- Вокальная Студия Кодинск NEW WAVE

### Дополнительное образование
- Центр дополнительного образования для детей[30]

### Техникумы
- Приангарский политехнический техникум[31]

## Культура

### Библиотеки
- Кежемская межпоселенческая центральная районная библиотека[32]

### Музеи
- Кежемский историко-этнографический музей имени Ю. С. Кулаковой[33]

### Дома культуры
- Межпоселенческий Районный дом культуры «Рассвет»

## Религия
- Храм Покрова Пресвятой Богородицы
- Часовня (в деревне Сыромолотово)
- Строится Мусульманская мечеть (улица, место не указано)

## Средства массовой информации
- Общественно-политическая газета «Советское Приангарье»[34]

## Экономика
В городе действуют крупные предприятия:
- Богучанская ГЭС
- Приангарский Лесоперерабатывающий Комплекс[35]
- Кежемский филиал ООО «ДОЗ Сибиряк+»[36]
- Лесопромышленный комплекс Ангара-Лес
- Группа лесопромышленных компаний «Карат-Лес»
- АО СП «БИВА»,
- МУАТП КР
- Группа коммунальных компаний Кежемского района
- АО «КрасЭко»
- ПАО «Красноярскэнергосбыт»
- АО «КРайДэо»
- МРСК СИБИРИ